# Mi adorado Juan
Mi adorado Juan es una obra de teatro de Miguel Mihura, estrenada en el Teatro de la Comedia de Madrid el 11 de enero de 1956.

## Argumento
La obra se centra en la pareja de novios formada por Juan e Irene. Ella manifiesta unas ansias incontrolables de contraer matrimonio, mientras que Juan se resiste, poniendo todo tipo de trabas. Haciendo de la necesidad virtud, Irene convierte, una y otra vez, esos obstáculos en incontestables incentivos para pasar por el altar. Todo ante el estupor del riguroso padre de ella, el Doctor Palacios.

## Representaciones destacadas
- Cine (Mi adorado Juan - Estreno, 1950). Dirección: Jerónimo Mihura; Intérpretes: Conchita Montes, Conrado San Martín, Alberto Romea, Rafael Navarro, Juan de Landa, José Isbert, Julia Lajos.
- Teatro (Estreno, 1956). Intérpretes: Alberto Closas, Rafael Alonso, Mari Carmen Díaz de Mendoza, Laly Soldevila.
- Teatro (Estreno en Barcelona, 1957). Intérpretes: Adolfo Marsillach, Amparo Soler Leal.
- Televisión (27 de noviembre de 1963, en el espacio de TVE Primera fila). Dirección: Gustavo Pérez Puig. Intérpretes: Juanjo Menéndez, Paula Martel, Fernando Guillén, Manuel Collado.
- Televisión (22 de enero de 1971, en el espacio de TVE Estudio 1). Dirección: Gabriel Ibáñez. Intérpretes: Jesús Puente, Rafael Alonso, Luis Barbero, Marisa Paredes.

## Premios
- Premio Nacional de Teatro.